# Karl Paul Billner
Karl Pauli Billner, född 5 mars 1882 i södra delen av Norra Vrams församling i Skåne, död 6 juni 1965 i Philadelphia i USA, var en svenskamerikansk ingenjör, uppfinnare och industriman.
Billner var bördig från Billesholm och verkade med avbrott för tiden 1916–1924 då han var konsulterande ingenjör i Stockholm från 1906 som järnvägsingenjör och brobyggare i USA. Han gjorde flera betydelsefulla uppfinningar, bland annat förbättringar av byggnadsmaterialen vid brokonstruktioner, särskilt i fråga om stålets sammansättning. Hans uppfinningar utnyttjades bland annat av Bethlehem Steel Corporation, Vacuum Concrete Corporation och Aeroconcrete Corporation. Billner tillhörde även ledningen för American Swedish Historical Foundation och var 1933–1934 ordförande i American society of Swedish engineers.